# Carolina de Nord
Carolina de Nord este un stat situat în sud-estul⁠(en)[traduceți] Statelor Unite ale Americii. Este una dintre cele treisprezece colonii originare, devenind cel de-douăsprezecelea stat care a ratificat constituția Uniunii la 21 noiembrie 1789. Primii coloniști englezi permanenți în Carolina de Nord au fost imigranți veniți din S-E Virginiei care s-au stabilit în jurul anului 1650 în partea de N-E a statului.  Este de asemenea locul unde a avut loc primul zbor cu un aparat mai greu decât aerul, când "mașina zburătoare" a fraților Wright, Orville și Wilbur, a decolat de pe o plajă de lângă Kitty Hawk în 1903. Astăzi, este un stat a cărui economie și populație cresc la cote înalte de circa două decenii.

## Nume de alint ale statului Carolina De Nord
- The Tar Heel State
- Cackalacky ori North Cackalacky
- "Vechiul Stat din Nord"/Old North State
- The Goodliest Land

## Climat
Carolina de Nord are un climat umed, subtropical. Iernile sunt scurte și ușoare, în timp ce verile sunt de obicei foarte sufocante; primavara si toamna sunt distincte si racoritoare perioade de tranziție. În majoritatea Carolinei de Nord, temperaturile merg rareori peste 100 °F (38 °C) sau scad sub 10 °F (-12 °C), dar diferențele de altitudine și apropierea de ocean creeaza variații semnificative locale. Temperaturile medii in ianuarie variază de la 36 °F (21 °C) la 48 °F (9 °C), cu o medie zilnică ,maxima a lunii ianuarie de 51 °F (11 °C) și minimă de 29 °F (-2 °C ). Temperaturile medii in iulie variază de la 68 °F (20 °C) la 80 °F (27 °C), cu o medie zilnică de 87 °F (31 °C) și minima de 66 °F (19 °C). Cele mai mici temperaturi înregistrate vreodată în Carolina de Nord au fost -34 °F (-37 °C), înregistrată la data de 21 ianuarie 1985 in Mt. Mitchell, cea mai mare, 110 °F (43 °C),s-a inregistrat pe 21 august 1983 la Fayetteville.
În secțiunea de sud-vest de la Blue Ridge, bate un vânt umed , în urcare peste munți, precipitatii mai mult de 80 (203 cm) pe an , ceea ce face această regiune cea mai ploioasa din statele de est; cealaltă parte a munților primește mai puțin de jumătate din această cantitae. Cantitatea medie de precipitații de la Charlotte (1971-2000) fost de 43,5 in (110.5 cm). In Piemont cad între 44 și 48 in (112 – 122 cm) de precipitații pe an, în timp ce 44 la 56 în (112 – 142 cm) cad anual pe câmpia de coastă. Ninsorile iarna variază de la 50 la (127 cm) pe muntele Mitchell si slabe ninsori la Cape Hatteras. In vara,Carolina de Nord răspunde la Inalta Bermude, un sistem sub presiune situat în mijlocul Atlanticului. Vânturile din sud-vest aduc mase de aer umed-cald asupra statului; anticiclonurile conectati cu acest sistem duc frecvent la inversiuni de nivel superior termic, producând o masă de aer stagnantă care nu poate dispersa poluanți până la aparitia aerului rece-uscat din Canada.In timpul verii târzii și la începutul toamnei, regiunea de est este vulnerabila la vanturi puternice și inundațiile de la uragane. Uraganul Diana a lovit coasta Carolina în septembrie 1984, provocând daune de 36 milioane dolari. O serie de tornade în luna martie a acelui an a ucis 61 de persoane, peste 1.000 de răniți, și a cauzat pagube de peste 120 milioane dolari. Uraganele Hugo (1989) și Fran (1996) a provocat daune majore.

## Demografie

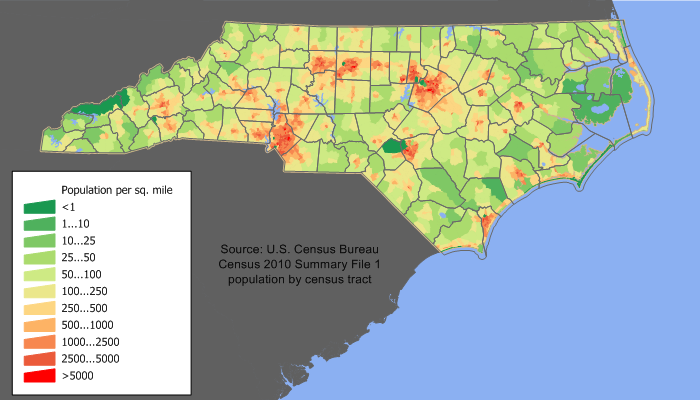
Densitatea populației statului Carolina de Nord

### Structura rasială

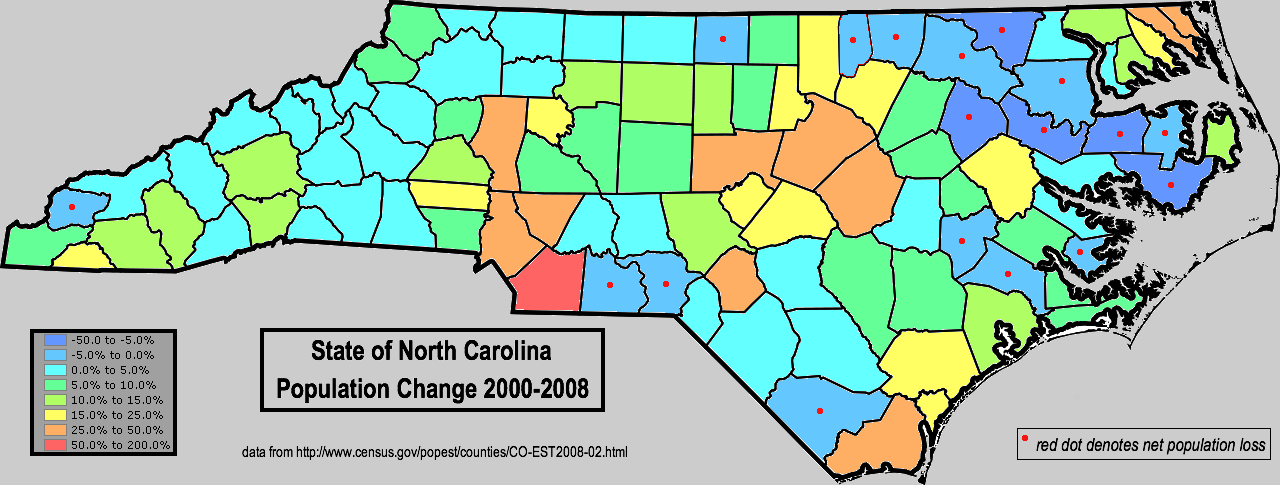
Schimbarea populației Carolinei de Nord perioda anilor 2000-2008

Populația totală a statului în 2010: 9,535,483
Structura rasială în conformitate cu recensământul din 2010:
- 68.5% Albi (6,528,950)
- 21.5% Negri (2,048,628)
- 4.2% Altă rasă (414,030)
- 2.2% Asiatici (208,962)
- 2.2% Două sau mai multe rase (206,199)
- 1.3% Amerindieni (122,110)
- 0.1% Hawaieni Nativi sau locuitori ai Insulelor Pacificului (6,604)